# Aragóniai nacionalizmus

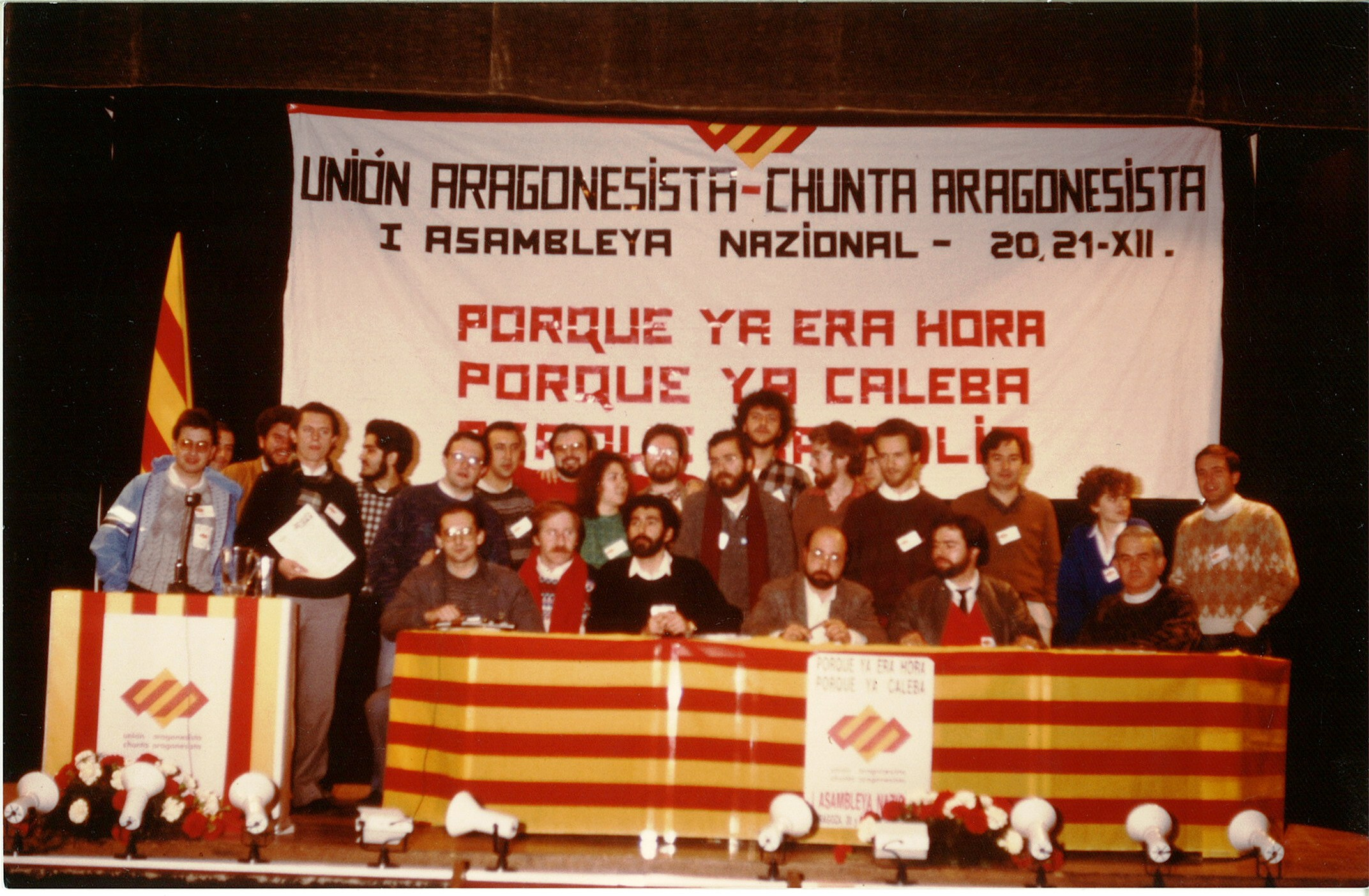
A Nazional Unión Aragonesista (Aragóniai Nemzeti Unió) ülése 1986. december 21-én, mely egyike volt az első aragóniai pártoknak a demokratizációt követően

Az aragóniai nacionalizmus vagy aragonizmus (aragónul és spanyolul: Nacionalismo aragonés, Aragonesismo)egy politikai mozgalom Spanyolország Aragónia nevű történelmi területén. Ideológiai hátterét a középkori Aragóniai Királyság jelenti. Az aragóniai nacionalista pártok zöme mérsékelt, szélesebb önrendelkezési, társadalmi, gazdasági, esetenként nyelvi jogokat igyekszik kiharcolni. Létezik ugyanakkor a régiónak függetlenségi mozgalma is.
Az aragón nacionalizmus kezdeményezői többek között Gaspar Torrente és Julio Calvo Alfaro voltak a 20. század elején. A mozgalom Katalóniából indult, oda kivándorolt aragóniaiak révén. A mozgalom főleg társadalmi-politikai jellegű volt, amely a vidékeken tapasztalható politikai patronázs, a caciquismo ellen is felszólalt. Az aragón nacionalisták emiatt támogatták Miguel Primo de Rivera államcsínyét, mert azt remélték, hogy lebontja a caciquismo rendszerét.
Az aragón nacionalizmus a Második Spanyol Köztársaság és a spanyol polgárháború alatt nyert nemzeti színezetet, mivel korábban Aragóniára, mint régióra hivatkoztak csupán. Az aragón nacionalisták nem kérdőjelezték meg a spanyol nemzet létét, ám a régiók egyenjogúsága érdekében Spanyolország föderalizálása mellett álltak.
Az aragóniai autonómia ügye, bár már 1869-ben és 1883-ban is felmerült, de akkor nem volt még kellő visszhangja.
Ma, az aragóniai nacionalista pártok a jobb-, baloldal, a szeparatisták és liberálisok között oszlanak meg. A függetlenségi párti nacionalisták rendre baloldaliak is. A legnagyobb nacionalista párt, a Chunta Aragonesista (Aragóniai Unió) szintén függetlenségpárti.